# Арб, Сив
Сив Мерта Кристина Арб, урождённая Якобссон (швед. Siv Märta Christina Arb; 3 октября 1931, Гётеборг — 4 февраля 2015, Стокгольм) — шведская поэтесса, переводчица и литературный критик.

## Биография и творчество
Сив Якобссон родилась в 1931 году в Стокгольме. Её отец умер за неделю до её рождения. Девочка воспитывалась родственниками, а также в приёмных семьях и детских домах. С 1950 по 1955 год она училась в колледже в Сигтуне. В 1956 году Сив Якобссон вышла замуж за Стига Арба, издателя. С 1962 по 1964 год она была сотрудницей литературного журнала Rondo, а затем работала литературным критиком в Bonniers Litterära Magasin, Aftonbladet и, позже, в Expressen.
В 1959 году Сив Арб опубликовала свой первый стихотворный сборник, «Växt mot vinden». За ним последовали «Kollisioner» (1967), «Burspråk» (1971), «Dikter i mörker och ljus» (1975), «Under bara himlen» (1978) и «Minnets knivar» (2001). Поэзия часто становилась для неё способом преодоления тревоги, депрессии и боли из-за утраты родителей. В 1960 году она опубликовала книгу, посвящённую шведской художнице и поэтессе Харриет Лёвенхьельм: «Lek, liv och längtan: studier i Harriet Löwenhjelms liv och författarskap baserade på hennes läsning av Sören Kierkegaard». В 1967 году она была в числе основателей стокгольмского Центра писателей (Författarcentrum), а позднее стала одним из инициаторов проведения ежегодного Дня поэзии в Стокгольме. Сив Арб также много переводила, в основном с английского языка. В частности, она была первой переводчицей на шведский язык произведений Сильвии Плат, Теда Хьюза и Дорис Лессинг.
Помимо литературного творчества, Сив Арб пробовала себя в качестве художницы, и в 1994 году в Стокгольме состоялась её персональная выставка. В 1977 году вышла книга Сив Арб «Växelbruk», которая, наряду со стихотворениями, переводами и выдержками из дневников, включает в себя авторские иллюстрации.
Сив Арб умерла в 2015 году в Стокгольме, в возрасте 83 лет.